# Сосново-Мазинское муниципальное образование
Сосново-Мазинское муниципальное образование — муниципальное образование со статусом сельского поселения в Хвалынском районе Саратовской области Российской Федерации.
Административный центр — село Сосновая Маза.

## История
Статус и границы сельского поселения установлены Законом Саратовской области от 29 декабря 2004 года N 112-ЗСО «О муниципальных образованиях,  входящих в состав Хвалынского района».
В 2013 году Горюшинское муниципальное образование и Сосново-Мазинское муниципальное образование были преобразованы путём их слияния. Вновь образованное сельское поселение получило название Сосново-Мазинское муниципальное образование.

## Население
| 2010  | 2011  | 2012  | 2013  | 2014  | 2015  | 2016  |
| ----- | ----- | ----- | ----- | ----- | ----- | ----- |
| 1599  | ↘1597 | ↘1582 | ↘1525 | ↗1692 | ↘1631 | ↘1557 |
| 2017  | 2018  | 2019  | 2020  | 2021  |       |       |
| ↘1511 | ↘1440 | ↘1402 | ↘1380 | ↗1434 |       |       |

## Состав сельского поселения
| № | Населённый пункт | Тип населённого пункта       | Население |
| - | ---------------- | ---------------------------- | --------- |
| 1 | Акатная Маза     | село                         | ↘220      |
| 2 | Горюши           | село                         | ↗200      |
| 3 | Дубовый Гай      | железнодорожный разъезд      | ↘0        |
| 4 | Дубовый Гай      | село                         | ↘121      |
| 5 | Елховка          | село                         | ↘192      |
| 6 | Сосновая Маза    | село, административный центр | ↘838      |
| 7 | Ульянино         | село                         | ↘228      |